# 157 Dejanira
157 Dejanira (mednarodno ime je tudi 157 Dejanira) je asteroid v glavnem asteroidnem pasu. 
Pripada asteroidni družini Dejanira. Po njem ima družina tudi ime.

## Odkritje
Asteroid je odkril francoski astronom Alphonse Louis Nicolas Borrelly (1842 – 1926) 1. decembra 1875 .
Ime ima po princesi Dejaniri iz grške mitologije. 

## Lastnosti
Asteroid Dejanira obkroži Sonce v 4,15 letih. Njegova tirnica ima izsrednost 0,196, nagnjena pa je za 12,160° proti ekliptiki. Okoli svoje osi se zavrti v 15,819 h .